# عملية صحوة الربيع
 عملية صحوة الربيع  آخر هجمات ألمانيا النازية في الحرب العالمية الثانية في الجبهة الشرقية، والذي استمر 6-16 مارس 1945.
بدأ الهجوم الألماني في 6 مارس 1945، وتركز في منطقة بحيرة بالاتون. شملت هذه المنطقة آخر احتياطات النفط التي كانت لا تزال متاحة في أيدي الألمان.

## الخطة الألمانية

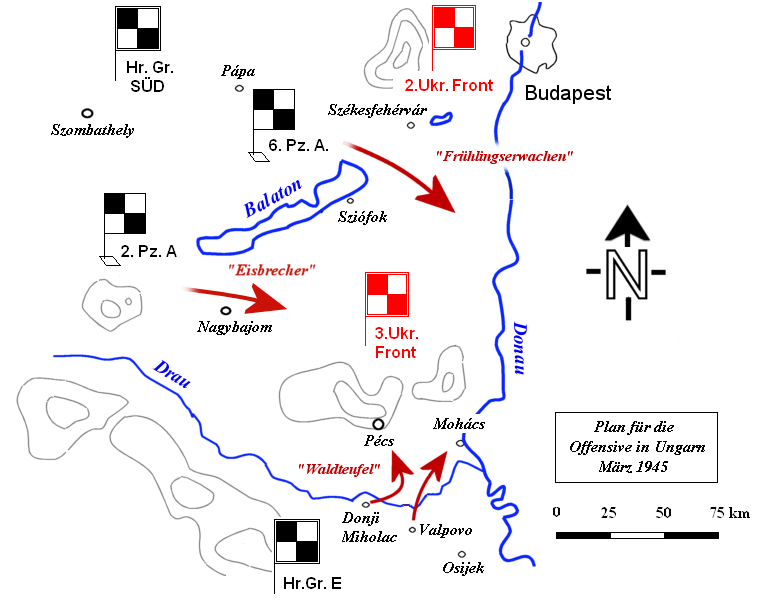
خطة الهجوم الألمانية

كان هدف الخطة الألمانية الهجوم على الجبهة الأوكرانية الثالثة بقيادة الجنرال فيودور تولبوخين. تولى جيش الدبابات السادس الألماني بقيادة الجنرال يوزاف ديتريش مسؤولية الهجوم الرئيسي للألمان. كانت مهمة هذا الجيش التوجه من منطقة شمالي بحيرة بالاتون على جبهة واسعة، لدفع قوات الجيش الـ 27 السوفياتي شرقًا نحو نهر الدانوب. بعد الوصول إلى النهر، جزء من جيش الدبابات السادس سيتجه شمالاً ليشكل جبهة شمالية. ستواجه الجبهة الشمالية جيش حرس الدبابات السادس السوفياتي، ثم التحرك على طول نهر الدانوب لاستعادة بودابست، التي سقطت في 13 فبراير 1945. ثمة جزء آخر من جيش الدبابات السادس الألماني سيتجه جنوبًا، ليشكل جبهة جنوبية. ستتحرك المجموعة الجنوبية على طول قناة سيو لمقابلة وحدات من مجموعة الجيوش إي الألمانية، التي كانت في طريقها إلى موهاج، ثم ستتوجه شمالاً، للقاء المجموعة الجنوبية من جيش الدبابات السادس الألماني. إذا نجح تلك الخطة بالتقاء المجموعة الجنوبية مع مجموعة جيوش هـ، فسيتم تطويق كلا من الجيش الـ 26 السوفياتي والجيش الـ 57 السوفياتي.
ومهمة باقي جيش الدبابات السادس الألماني إعاقة والتصدي للجيش الـ 26 السوفياتي، إلى أن يتم تطويقه. وبالمثل، فسيقوم جيش الدبابات الثاني الألماني بالتوجه جنوب بحيرة بلاتون نحو كابوسفار، لإعاقة والتصدي للجيش الـ 57 السوفياتي حتى يتم تطويقه. وسينتظر الجيش الثالث المجري شمال منطقة الهجوم إلى الغرب من بودابست.

## الهجوم الألماني

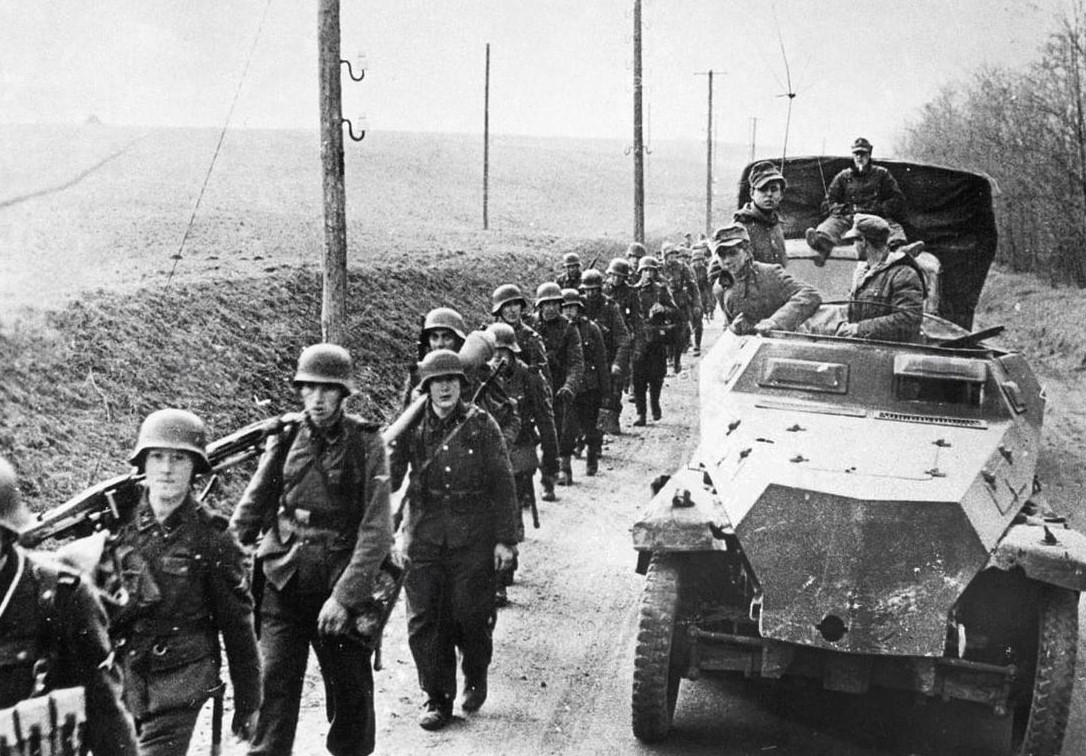
القوات الألمانية في بداية عملية صحوة الربيع

كان مقررًا أن يحدث الهجوم في 6 مارس، حيث يشترك في المجموعات التي ستنفصل عن جيش الدبابات السادس وحدات النخبة. ورغم الأراضي الموحلة للغاية، فقد تمكن الألمان من الهجوم بفعالية ومفاجئة السوفييت، وحقق ذلك مكاسب كبيرة للهجوم.
بعد أن أدرك السوفييت مشاركة وحدات النخبة الألمانية في الهجوم، أخذوا الهجوم الألماني على محمل الجد، واستطاعوا إيقاف التقدم الألماني. وبحلول 14 مارس، أصبحت عملية صحوة الربيع في مأزق خطير. في ذلك الوقت، كتب جوزيف غوبلز في مذكراته، أنه يبدو أن الهجوم لن ينجح. بالرغم من تقدم جيش الدبابات السادس الألماني، إلا أن هذا التقدم كان أقل بكثير من الأهداف المرجوة. كما لم يحقق جيش الدبابات الثاني الألماني جنوب بحيرة بلاتون النجاح المرجو منه، كذلك واجهت مجموعة جيوش هـ الألمانية مقاومة شرسة من الجيش الأول البلغاري وجيش بارتيزان اليوغوسلافي بقيادة جوزيف بروز تيتو، وفشل في الوصول إلى هدفه موهاج.

## الهجوم السوفييتي المضاد والعمليات اللاحقة

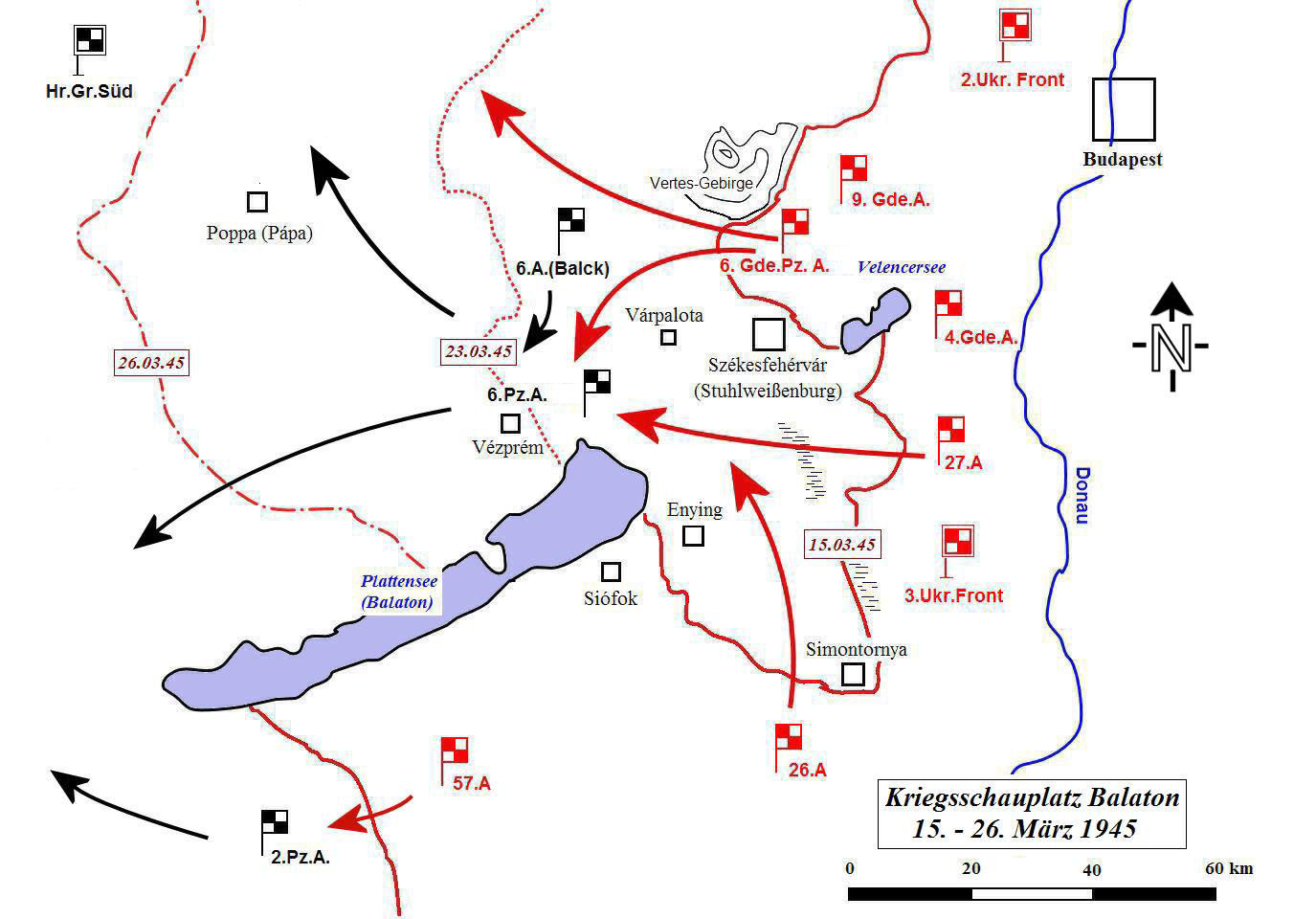
الهجوم السوفييتي العكسي

في 16 مارس، قاد السوفييت هجومًا مضادًا بقوة، وفي غضون 24 ساعة من الهجوم المضاد السوفييتي أُجبر الألمان على العودة إلى المواقع التي كانوا عليها قبل عملية صحوة الربيع.

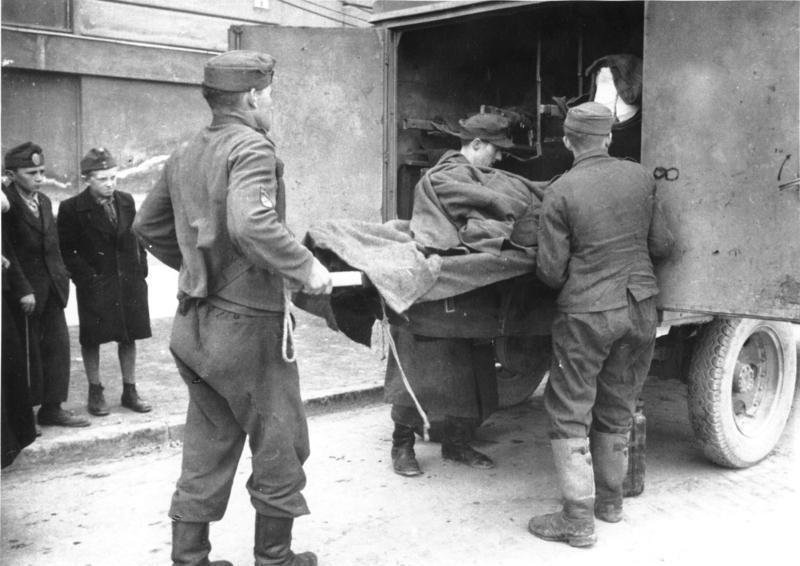
الألمان ينقلون مصابيهم.

وبحلول 22 مارس، كانت القوات الألمانية المتبقية قد انسحبت، بعد أن عانت خسائر فادحة، للتمركز في مناطق أخرى في المجر. استمر الهجوم المضاد السوفياتي تلك المناطق أيضًا بعد فترة قصيرة. وفي 30 مارس، عبرت الجبهة الأوكرانية الثالثة السوفييتية من المجر إلى النمسا.
وفي 4 أبريل، كان جيش الدبابات السادس الألماني موجود بالفعل في منطقة فيينا لتحصين دفاعات المدينة ضد الهجوم السوفييتي المتوقع، وهو ما تم بالفعل، حيث حاصرت أربعة جيوش سوفييتية المدينة.